# Докс, Жан
Жан Батист Докс (нидерл. Jean Baptiste Dockx; 24 мая 1947, Синт-Кателейне-Вавер, Бельгия — 15 января 2002, Вилворде, Бельгия) — бельгийский футболист, полузащитник. Выступал за клубы «Мехелен», «Расинг Уайт» и «Андерлехт», за каждый из которых сыграл более 150 матчей; в составе последнего стал двукратным чемпионом Бельгии, четырёхкратным обладателем Кубка Бельгии и двукратным обладателем Кубка обладателей кубков и Суперкубка Европы. В составе национальной сборной стал бронзовым призёром чемпионата Европы 1972.

## Карьера

### Клубная
Карьеру начал в клубе из родного Мехелена. В сезоне 1962/63 стал победителем Второго дивизиона и вышел в высший дивизион. В нём не закрепился и вылетел, однако через год смог вернуться. В 1966 году перешёл в клуб подвала турнирной таблицы «Расинг Уайт». В сезоне 1968/69 вместе с клубом дошёл до финала Кубка Бельгии, но проиграл «Льерсу». Сезон 1970/71 клуб из Моленбека закончил на 5-м месте в таблице, что стало лучшим показателем за последние 25 лет. Тем не менее, Докс покинул команду и перешёл в «Андерлехт». В первом же сезоне вместе с клубом он оформил домашний дубль, завоевав юбилейное 15-е чемпионство и взяв второй в истории клуба Кубок Бельгии. В течение следующих трёх сезонов «Антверпен» возьмёт ещё пять трофеев: чемпионский титул, два Кубка Бельгии и два Кубка бельгийской лиги. В сезоне 1975/76 клуб завоюет юбилейный пятый национальный кубок, однако лучшим достижением окажется победа над «Вест Хэм Юнайтед» в финале Кубка обладателей кубков. Это стало первым европейским трофеем в истории клуба. Спустя три месяца после финала в матче за Суперкубок Европы была обыграна «Бавария». В следующем сезоне «Антверпен» также дошёл до финала, но уступил «Гамбургу». Повторить успех удалось в сезоне 1977/78, когда бельгийский клуб в третий раз подряд вышел в финал и разгромил венскую «Аустрию». После этого Докс завершил карьеру, не дождавшись декабря, когда в двухматчевом противостоянии был побеждён «Ливерпуль» и добыт второй Суперкубок.

### Сборная
За сборную дебютировал 22 ноября 1967 года в матче квалификации к чемпионату Европы против сборной Люксембурга. Первый гол забил 25 февраля 1970 года в ворота сборной Англии. Был в составе сборной на чемпионате мира 1970 года, где сыграл все три матча, однако с командой не смог выйти в плей-офф. Через два года принял участие в домашнем Евро, где также сыграл все матчи своей сборной и завоевал с ней бронзовые медали, обыграв в матче за третье место сборную Венгрии. Последний матч сыграл 15 ноября 1975 года против сборной Франции в рамках квалификации к Евро. После того, как через полгода его команда проиграла сборной Нидерландов в плей-офф отборочного турнира, завершил карьеру в сборной.

## Тренерская карьера
Начал тренерскую карьеру сразу после окончания карьеры футболиста, возглавив клуб из пятого дивизиона «Борнем». Вывел его в четвёртый дивизион, после чего перешёл в «Ассент» из третьего дивизиона. Спустя год возглавил «Моленбек», за который ранее выступал. Спустя год перешёл в «Антверпен». После сезона 1983/84 стал ассистентом главного тренера «Андерлехта» Поля ван Химста; остался на этой должности и после его ухода. В качестве помощника главного тренера проработал в клубе 14 лет. В начале сезона 1998/99 из-за плохих результатов был уволен Ари Хан, и Докс был назначен главным тренером. По итогам сезона вместе с командой занял третье место. После назначения Эме Антюэниса был назначен техническим директором команды.

## Смерть и память
Умер 15 января 2002 года в возрасте 60 лет от сердечного приступа. В 2005 году он был номинирован на звание «Величайшего бельгийца», но не попал в окончательный список 111 номинантов. В итоге он оказался на 512-м месте в рейтинге номинантов.

## Достижения

### Клубные
«Мехелен»
- Победитель Второго дивизиона: 1962/63

«Андерлехт»
- Чемпион Бельгии (2): 1971/72, 1973/74
- Обладатель Кубка Бельгии (4): 1971/72, 1972/73, 1973/74, 1974/75
- Обладатель Кубка бельгийской лиги (2): 1973, 1974
- Обладатель Кубка обладателей кубков (2): 1975/76, 1977/78
- Обладатель Суперкубка Европы: 1976
- Победитель Амстердамского турнира: 1976[7]
- Победитель Парижского турнира: 1977[8]
- Обладатель Национальной награды Бельгии за спортивные заслуги: 1978[9]

### В сборной
- Бронза чемпионата Европы: 1972